# 被告山杠爷
《被告山杠爷》是1994年上映的中国大陆剧情片，由范元执导，李仁堂主演。该片根据李一清小说《山杠爷》改编，讲述堆堆坪村支书山杠爷“治村有方”却触犯了法律，成为被告的故事。

## 奖项
影片获1995年第15届中国电影金鸡奖最佳故事片奖，亦引起了诸多法律层面的探讨。